# Hirossik János
Hirossik János, néhol Ján Hirossik, álnevén Török Gergely, tévesen olykor Hiroschik (Budapest, 1887. március 24. – Budapest, 1950. február 3.) tetőfedő, szakszervezeti vezető, szociáldemokrata, majd kommunista politikus, a Szlovák Tanácsköztársaság népbiztosa. A KMP alapító tagja, az első Központi Bizottság tagja.
| Hirossik János                            | Hirossik János                            |
| Kattints az alábbi külső linkek egyikére! | Kattints az alábbi külső linkek egyikére! |
| ----------------------------------------- | ----------------------------------------- |
| Nem található szabad kép.(?)              |                                           |
| külső link · jogvédett                    | Hirossik János                            |

## Élete
Fiatalkorában lépett be a MÉMOSZ-ba, és szerkesztette a Szociáldemokrata című folyóiratot, illetve cikkeket írt az Építőmunkás című lapba. Belépett az MSZDP-be, ahonnan egy a vezetőséget bíráló irat aláírása miatt, kizárták. 1912-től a Magyarországi Szállodai, Éttermi és Kávéházi Alkalmazottak Országos Egyesületének titkára, s lapjának szerkesztője volt. 1918-ban a KMP első Központi Bizottságának tagja, s a párt titkára volt. A Magyarországi Tanácsköztársaság alatt a Budapesti Központi Forradalmi Munkás- és Katonatanács, illetve a Szövetséges Központi Intéző Bizottság tagja volt. 1919 májusától a felszabadított (azelőtt szlovák) területek kormánybiztosa, majd az 1919. június 16-án létrehozott Szlovák Tanácsköztársaság belügyi, illetve kereskedelmi és vasúti népbiztosaként működött egészen annak július 7-i fennállásáig, ezt követően pedig Budapesten volt a posta politikai biztosa. A Magyarországi Tanácsköztársaság megdöntése után (1920-ban) emigrált Ausztriába, s részt vett a KMP újjászervezésében, amelynek ismét központi bizottsági tagja lett. 1925-ben hazatért, és az illegális pártmunka egyik irányítója lett. A következő évben Németországba ment, s egészen 1933-ig az Inprekorr munkatársaként működött. Hitler hatalomra jutása után Csehszlovákiába menekült. 1942-ben hazatért, majd részt vett az ellenállásban.
Publikált a Proletárban, a Tűzben és a Párisi Munkásban is.

### Főbb művei
- Följegyzések a magyar forradalomról. (A Párisi Munkás Naptára, 1927)
- Naplótöredékek. (“…a Gondolat él.” Korvin Ottóról. Vál., szerk. Simor András. (Bp., 1976)
- Ellenzéki mozgalmak az MSZDP-ben az első világháború előtt. (Tanúságtevők. 2. Visszaemlékezések a magyarországi munkásmozgalom történetéből. 1905–1918. okt. Bp., 1976)
- Utolsó nap a Gyűjtőben. – Szlovenszkó kiürítése. (Tanúságtevők. 3/b. Visszaemlékezések a magyarországi 1918–1919-es forradalmak résztvevőitől. Bp., 1978)
- Menekülés. (Tanúságtevők. 4/a. Visszaemlékezések a magyarországi munkásmozgalom történetéből. 1919–1933. Bp., 1981).
- Nők az osztályharcban. = Nő T. 1910. p. 118-149. T.

## Emlékezete
Budapest IV. kerületében a Semsey Aladár park korábbi neve 1965 és 1991 között Hirossik János park volt.
A Dunaegyházi Szlovák Nemzetiségi Általános Iskola régi neve Hirossik János Általános Iskola volt.

## Levéltári anyagok
- HU BFL - VII.5.c - 3298 - 1919
- Politikatörténeti és Szakszervezeti Levéltár. VI. fondfőcsoport, 76. fond.